# Liste du patrimoine immobilier classé de Fontaine-l'Évêque
Cette page regroupe l'ensemble du patrimoine immobilier classé de la ville belge de Fontaine-l'Évêque.
| Objet | Année de construction / Architecte | Adresse               | Section communale | Coordonnées                      | Numéro d’inventaire | Illustration                 |
| --- | ---------------------------------- | --------------------- | ----------------- | -------------------------------- | ------------------- | ---------------------------- |
| L'église Saint-Christophe |                                    |                       | Leernes           | 50° 24′ 43″ nord, 4° 19′ 18″ est | 52022-CLT-0001-01   | L'église Saint-Christophe    |
| Le Château de Bivort |                                    |                       |                   | 50° 24′ 44″ nord, 4° 19′ 28″ est | 52022-CLT-0002-01   | Château de Bivort            |
| L'église Saint-Martin |                                    |                       |                   | 50° 23′ 50″ nord, 4° 19′ 55″ est | 52022-CLT-0005-01   | L'église Saint-Martin        |
| Parc Communal |                                    |                       |                   | 50° 24′ 36″ nord, 4° 19′ 30″ est | 52022-CLT-0007-01   | Parc Communal                |
| Château Bivort et ses abords |                                    |                       |                   | 50° 24′ 43″ nord, 4° 19′ 21″ est | 52022-CLT-0008-01   | Château Bivort et ses abords |
| Chapelle de la briqueterie (façade et toitures) |                                    | Rue de la briqueterie |                   | 50° 24′ 58″ nord, 4° 19′ 49″ est | 52022-CLT-0009-01   | Image manquanteTéléverser    |
| Maison (façades et toitures) |                                    | Rue Despy, n° 21      |                   | 50° 24′ 44″ nord, 4° 19′ 11″ est | 52022-CLT-0010-01   | Image manquanteTéléverser    |
| Maison (façades et toitures) |                                    | Rue Despy, n° 71      |                   | 50° 24′ 46″ nord, 4° 18′ 59″ est | 52022-CLT-0011-01   | Image manquanteTéléverser    |
| Maison (façades et toitures), Grand' rue, n° 21 |                                    | Grand' rue n° 21      |                   | 50° 24′ 38″ nord, 4° 19′ 24″ est | 52022-CLT-0012-01   | Image manquanteTéléverser    |
| L'église Saint-Vaast : tour |                                    | Rue J.A.S. Parée      |                   | 50° 24′ 35″ nord, 4° 19′ 28″ est | 52022-CLT-0013-01   | L'église Saint-Vaast : tour  |
| Volume des maisons sises ruelle Dardinne, 2 à 20, de la maison sise à l'angle formé par cette ruelle et la place Degauque, le revêtement de la ruelle et les filets d'eau réalisés en pavés et les trottoirs en pierre bleue |                                    |                       |                   | 50° 23′ 54″ nord, 4° 19′ 55″ est | 52022-CLT-0015-01   | Image manquanteTéléverser    |
| Maison (façades et toitures) |                                    | Rue Fauconnier, n° 14 | Leernes           | 50° 24′ 37″ nord, 4° 19′ 27″ est | 52022-CLT-0016-01   | Image manquanteTéléverser    |